# Myrmica aemula
†Myrmica aemula är en myrart som beskrevs av Oswald Heer 1850. Arten är endast känd från fossil och anses vara utdöd. Myrmica aemula ingår i släktet rödmyror och familjen myror. Inga underarter finns listade i Catalogue of Life.
I en taxonomisk revision av Gennady M. Dlussky och Tatyana S. Putyatina från 2014 placerades arten istället i släktet Paraphaenogaster, där den fick det vetenskapliga namnet †Paraphaenogaster aemula. Dlussky (1937–2014) var en av världens ledande paleo-myrmekologer. Catalogue of Life har uppdaterat taxonomin enligt revisionen, men databaser som ITIS och GBIF listar fortfarande arten under dess tidigare namn.